# Бейли, Мэри
Дама Мэри Бейли, леди Бейли (англ. Mary Bailey, Lady Bailey, урождённая Вестенра [англ. Westenra]; 1 декабря 1890, замок Росмор, Монахан, Соединённое Королевство Великобритании и Ирландии — 29 июля 1960, Кенилворт, Кейптаун, Капская провинция, Южно-Африканский Союз) — британская лётчица, супруга сэра Абрахама Бейли, 1-го баронета. Дама-командор ордена Британской империи (1930).

## Личная жизнь
5 сентября 1911 года вышла замуж за Абрахама Бейли, позднее баронета. У них было пятеро детей: 
- Митти Мэри Старр Бейли (1 августа 1913 — 10 апреля 1961).
- Деррик Томас Луис Бейли[англ.] (15 августа 1918 — 19 июня 2009). После кончины сводного брата стал 3-м баронетом Бейли.
- Энн Эстер Зиа Бейли (род. 15 августа 1918).
- Джеймс Ричард Эйб Бейли (23 октября 1919 — 29 февраля 2000).
- Норин Хелен Розмари Бейли (род. 27 июля 1921).